# 任刚
任刚（1970年10月—），中华人民共和国政治人物，河南台前人。大学学历，1992年7月参加工作，1994年11月加入中国共产党。中華人民共和國政治人物。曾任中共临沂市委书记。现任青岛市人民政府市长。

## 生平
1992年毕业于山东大学光学系光电子技术专业，参加工作后进入聊城地委办公室工作，2004年12月进入中共山东省委组织部研究室（政策法规处）工作。
2016年6月，任中共临沂市委常委、宣传部部长；2018年6月，任中共临沂市委常委、兰陵县委书记；2020年6月，升任中共临沂市委副书记，并继续兼任兰陵县委书记；2021年5月，任临沂市市长、市政府党组书记。
2022年1月，升任中共临沂市委书记。
2025年1月17日，升任青岛市人民政府代理市长，晋升副部级。2月11日，正式当选青岛市人民政府市长。